# Tachyoryctes audax
Tachyoryctes audax é uma espécie de roedor da família Spalacidae. Endêmico do Quênia, é conhecido apenas da região de Aberdare.